# Lierde
Lierde är en kommun i Belgien.   Den ligger i provinsen Östflandern och regionen Flandern, i den centrala delen av landet, 40 km väster om huvudstaden Bryssel. Antalet invånare är 6 514.
Omgivningarna runt Lierde är en mosaik av jordbruksmark och naturlig växtlighet. Runt Lierde är det ganska tätbefolkat, med 248 invånare per kvadratkilometer.